# Livro de Fars
Livro de Fars (em persa: فارسنامه‎; romaniz.: Fārsnāma) é uma história e geografia de Fars, na Pérsia, escrita no período seljúcida (século XII). É atribuída ao quase desconhecido "ibne de Bactro" (ابن البلخی), uma pessoa cujo pai era de Bactro, no Coração.